# イブン・スィーナー
イブン・スィーナー（ペルシア語: ابن سینا, پور سینا、980年 - 1037年6月18日）は、ペルシャの哲学者・医者・科学者。全名アブー・アリー・アル＝フサイン・イブン・アブドゥッラーフ・イブン・スィーナー・アル＝ブハーリー（ペルシア語: ابو علی الحسین ابن عبد اللّه ابن سینا البخاری, ラテン文字転写: Abū ʿAlī al-Ḥusayn ibn Abdullāh ibn Sīnā al-Bukhārī, ラテン語: Avicenna, カナ転写: アウィケンナ、英語圏：アヴィセンナ）。
イスラム世界が生み出した最高の知識人と評価され、同時に当時の世界の大学者である。「第二のアリストテレス」とも呼ばれ、アリストテレス哲学と新プラトン主義を結合させたことでヨーロッパの医学、哲学に多大な影響を及ぼした。アラビア医学界においては、アル・ラーズィーと並ぶ巨頭とされている。その生涯は、幸福と苦難が交差する波乱万丈のものだった。

## 名前
「頭領」を意味するシャイフッライース（Shaykh al-raʿīs）、「神の証」（Ḥujjat al-Ḥaqq）の尊称でも呼ばれている。中国との交流が多いトランスオクシアナ地方の生まれで名前のスィーナーが「シナ」の発音に似ていることから彼の出身を中国と関連付ける説、アラビア語において「スィーナー」が「シナイ」を意味する点からユダヤ人と関連付ける説も存在する。

## 生涯

### 幼少期
イブン・スィーナーは、980年8月末にサーマーン朝の徴税官アブドゥッラーフ・イブン・アル＝ハサンとその妻シタラの息子として、首都ブハラ近郊のアフシャナに生まれる。5歳のときに一家はブハラに移住し、イブン・スィーナーはブハラの私塾に入れられた。
イブン・スィーナーは幼いころからクルアーンを学び、10歳ですでに文学作品とクルアーンを暗誦することができたという。イブン・スィーナーは父アブドゥッラーフによって教師を付けられ、野菜商人の下で算術を学び、ホラズム地方出身の哲学者ナティリの元で哲学、天文学、論理学などを学んだ。ナティリからユークリッド幾何学とプトレマイオスの天文学を学び、間も無くイブン・スィーナーの学識はナティリのそれを上回った。しかし、イブン・スィーナーが読んでいた書籍は受験参考書のような入門用の啓蒙書であり、原典の逐語訳とは大きく内容が異なっていた。
その後ジュルジャーン出身のキリスト教徒の医学者サフル・アル・マスィーヒーに師事し、自然学、形而上学、医学を学び、16歳の時にはすでに患者を診療していた。後年、イブン・スィーナーは医学について「さして難しい学問ではなく、ごく短い時間で習得することができた」と自伝で述懐した。とはいえ、この時イブン・スィーナーが使用していたテキストもヒポクラテスやガレノスの著書の逐語訳ではなく、ダイジェストともいえる家庭医学の指南書であり、後年にイブン・スィーナーは医学の奥深さを知ることになる。
しかし、イブン・スィーナーにとってもアリストテレスの思想は難解なものであり、『形而上学』を40回読んでもなお理解には至らなかったと述べている。ある日、ブハラのバザールを歩き回っていたイブン・スィーナーは店員に本を勧められ、一度はいらないと断ったものの、強く勧められて本を購入した。彼が購入した本はファーラービーが記した『形而上学』の注釈書であり、ファーラービーの注釈に触れたことがきっかけとなってはじめてアリストテレス哲学を修得することができた。
イブン・スィーナーは幼少期について、1日の全てを学習に費やし、不明な点があれば体を清めて神に祈ったことを自伝で回想している。勉強の疲れがたまった時にはワインを飲んで気分を回復させ、後年にはワインを詠った詩をしたためた。

### サーマーン朝の滅亡と放浪の始まり
イブン・スィーナーは無料で診療を行って経験を積み、医師としての名声を高めていった。サーマーン朝のアミール（君主）・ヌーフ2世の病を治療したイブン・スィーナーは彼の信任を得、王室附属図書館を自由に利用することが許された。図書館には希書が多く所蔵され、その中にはギリシャ語の文献も含まれていた。イブン・スィーナーは18歳までに蔵書の全てを読破し、「18歳にして全ての学問を修めた」と自ら述懐するほどの境地に至る。図書館の蔵書はイブン・スィーナーの知識を深める上で大きな役割を果たした。間もなく図書館は火災で焼失するが、イブン・スィーナーの才能を妬む人間たちは、彼が知識を独占するために放火したと噂し合った。18歳の時、隣人のアル・アルーディにむけて、イブン・スィーナーは最初の著作『種々の学問の集成』を書き上げた。
999年、イブン・スィーナーが仕えていたサーマーン朝がガズナ朝とカラハン朝の攻撃を受けて滅亡する。21歳の時、法学者アル・バルキーのために全20巻の百科事典『公正な判断の書』を書き上げる。同年に父アブドゥッラーフが没し、父の死後にイブン・スィーナーは跡を継いで宮廷に出仕するが、その死のために生計を立てていくことが困難になる。ブハラの人間たちが無名の家系出身のイブン・スィーナーを邪険に扱ったためか、イブン・スィーナーは22歳ごろにブハラを去って放浪の旅に出、生涯ブハラに戻ることは無かった。
イブン・スィーナーはホラズム地方のウルゲンチの統治者マームーン2世に仕官し、法律顧問として活躍する傍らで『医学典範』の執筆を開始する。ウルゲンチ滞在中、ホラズム出身の学者ビールーニーと交流を持ち、書簡を通して宇宙論と物理学についての討論を行った。ビールーニーとのやり取りは『問答集』という書物に記録されており、その中では若年期のイブン・スィーナーの知見を垣間見ることができる。
1012年にサーマーン朝を滅ぼしたガズナ朝のマフムードがイブン・スィーナーらホラズムの学者たちに出仕を要請したが、イブン・スィーナーは要求を拒む。マームーン2世はガズナ朝の使者が訪れる前にイブン・スィーナーに路銀と案内人を与えて密かに逃がし、かくしてイブン・スィーナーはホラズムから立ち去ることになった。ガズナのマフムードはイブン・スィーナーの逃亡に怒り、各地の王侯に彼の捜索を要求する触れ書きを出した。

### ブワイフ朝への仕官
ニーシャープールを経て、イブン・スィーナーは放浪の末にカスピ海近くのジュルジャーン（ゴルガーン）に居を定める。ジュルジャーンを訪れる前にスーフィーの聖者イブン・アビ＝ル＝ハイルに面会し、ジュルジャーンを統治するズィヤール朝の君主カーブースの庇護を求めている旨を伝えた。しかし、ジュルジャーンに到着した時には既にカーブースは没していた。失意に沈んだ彼は一時隠棲生活を送るが、この地で愛弟子のアル・ジュジャニーと出会うことになる。アル・ジュジャニーは常にイブン・スィーナーと行動を共にし、彼の伝記を書き上げた。ジュルジャーンでイブン・スィーナーは論理学と天文学を教授し、『医学典範』の第一部を執筆した。1014年にテヘラン近郊のレイに移り、多忙な生活の合間を縫って30ほどの小編を書き上げた。やがてレイが戦渦に見舞われると、ブワイフ朝が統治するハマダーンに逃れた。
イブン・スィーナーはハマダーンの君主シャムス・ウッダウラの侍医となり、シャムス・ウッダウラの疝痛を治療して能力を認められる。シャムス・ウッダウラの信任を得て宰相に起用されたイブン・スィーナーは、昼間は政務、夜に研究と講義を行う生活を送った。さらにシャムス・ウッダウラの依頼を受けてアリストテレスの著書に注釈を付記することになり、イブン・スィーナーと弟子たちは多忙な日々を送る。夜間イブン・スィーナーの家に集まった弟子たちは、彼が著した『医学典範』と『治癒の書』の一部を輪読していた。作業の休憩のときには様々な歌が飛び交い、酒席が設けられた。イブン・スィーナーの政策に不満を持つ軍隊が彼の邸宅を焼き討ちする事件が起きた時、彼はしばらくの間身を隠さなければならなかったが、シャムス・ウッダウラの腹痛を治療するために呼び戻され、宰相に復職した。1020年、イブン・スィーナーは以前から執筆していた『医学典範』を完成させる。
1021年にシャムス・ウッダウラが没した後、イブン・スィーナーは官職を辞して隠棲し、『治癒の書』の完成像の構想を模索した。イスファハーンの君主と手紙のやり取りを行っていたが、これを知ったハマダーンの新たな君主サマー・ウッダウラはイブン・スィーナーを投獄する。イブン・スィーナーは獄中でも論文を書き続け、釈放後に弟と1人の弟子、2人の奴隷を連れてスーフィーの托鉢僧に扮し、イスファハーンに移住した。

### 晩年
イスファハーンに移住したイブン・スィーナーは政務から退いて著述に専念したいと考えていたが、イスファハーンの君主アラー・ウッダウラは彼を宰相に登用したため、願いはかなわなかった。イブン・スィーナーはアラー・ウッダウラに科学や文学についての助言を行い、また遠征に随行した。アラー・ウッダウラの遠征に従軍した時には、馬上で書記に口述筆記をさせて著作を書き進めた。この時期の軍事遠征への参加は、『治癒の書』の植物学と動物学の章の完成に寄与する。
1030年、イスファハーンはガズナ朝の君主マスウード1世の攻撃を受け、イブン・スィーナーは蔵書を含む所有物を奪われる。この時、かつて書き上げた『公正な判断の書』が散逸する。病に倒れた時、奴隷に多量のアヘンを飲まされて財産のほとんどを奪われ、最後まで窮乏から立ち直ることができなかった。
日々の激務に体を蝕まれたイブン・スィーナーは腹痛に苦しむようになり、自身に施した浣腸などの治療によって、容体はますます悪化していく。1037年にイブン・スィーナーはアラー・ウッダウラのハマダーン遠征に同行し、行軍中に病に倒れる。死の2週間前、イブン・スィーナーは一切の治療を拒み、貧者に施しを与えて所有していた奴隷を解放し、毎日クルアーンを朗読していたと伝えられている。同年6月18日にイブン・スィーナーはハマダーンで生涯を終える。死因は胃癌（あるいは赤痢）だと考えられており、没時のイブン・スィーナーに家族は無かった。

## 死後

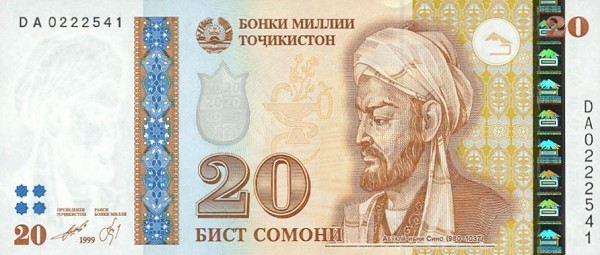
タジキスタンの20ソモニ紙幣

1012年ごろ、イブン・スィーナーがジュルジャーンに滞在していた時、彼の弟子であるアル・ジュジャニーが師からの聞き取りを元に伝記の前半部を記述した。アル・ジュジャニーはイブン・スィーナーの死まで行動を共にし、伝記の後半部分を独自に記述した。アル・ジュジャニーの著した伝記はキフティーの編纂した『智者の歴史』に収録され、イブン・スィーナーの生涯を知る上での重要な史料となっている。
ヒジュラ暦ではイブン・スィーナーの生誕1,000年にあたる1952年、ウズベク・ソビエト社会主義共和国時代のブハラでアヴィセンナ千年祭が開かれたソビエト連邦、イラン王国、トルコなどで盛大な式典が開かれ、多くの学者がイブン・スィーナーに関する論文を発表した。1981年にブカレストで開催された第16回国際科学史学会では、出席した各国の学者がイブン・スィーナーの事績を討論した。
1980年にはイラン・イスラム共和国によって墓所に霊廟が建立された。ペレストロイカ期にタジク人のナショナリズムが高揚した際、タジク知識人の中にイブン・スィーナーをタジク人と見なす動きが見られ、ウズベク知識人はこの動きに反発した。

## 思想

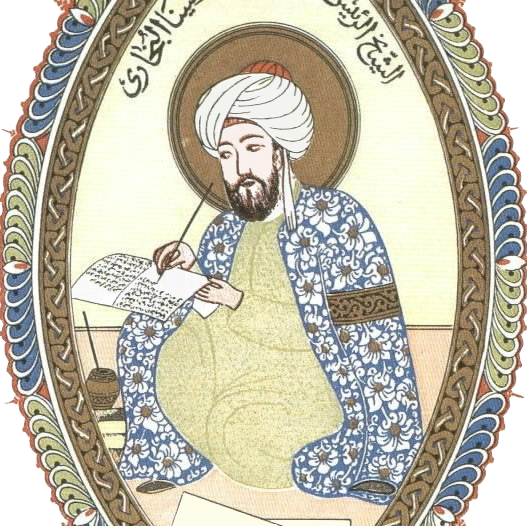
ミニアチュールに描かれたイブン・スィーナー

イブン・スィーナーは因習に縛られない考えの持ち主であり、同時代の学者であるビールーニーと書簡を通して自然科学の諸問題を議論していた。彼の父のアブドゥッラーフはイスマーイール派を信奉しており、イブン・スィーナー自身はイスマーイール派に入信しなかったが、その思想には共感を示していた。
イブン・スィーナーは王侯貴族にも気兼ねなく話しかける大雑把な性格であり、禁欲的な聖人とは対極にある、世俗の愉しみをよく知る人間だった。自身の世俗的な生活と尊大さが反感を買ったこともあって、イブン・スィーナーの思想は多くの論争を引き起こした。しかし、イブン・スィーナーは敬虔なイスラム教徒であり、保守的な神学者や法学者からの批判を避けるため、信心を示すペルシャ語の四行詩をしたためた。また、人間の霊魂、神、天体の霊魂の間に共感があると考え、その繋がりを強化するには礼拝などの宗教的行為が有効であると説明した。
後世のイスラム世界の学者のうち、ガザーリーらはイスラーム神学の立場から、イブン・ルシュドはアリストテレス主義の立場から、イブン・スィーナーの哲学に批判を加えた。しかしナスィールッディーン・トゥースィーを初めとする学者は彼の思想を支持し、照明学派やイスファハーン学派などのイスラーム哲学の諸派や、イスラーム神学やイルファーン（神秘主義哲学）に影響を及ぼした。
その思想はキリスト教世界にも紹介され、13世紀のスコラ学の発展に多大な影響を与えた。

### 哲学
イブン・スィーナーはアリストテレスを哲学、ガレノスを医学の師とし、アラビア医学の体系化に努めた。医学のみならず、史上初めてのイスラーム哲学の体系化、アリストテレス哲学の明快な紹介が、イブン・スィーナーの哲学面での功績として挙げられている。彼は形而上学を頂点とする学問体系を構築し、代数学を数学の一部に含め、工学と計量学と機械学を幾何学に含めていた。
特に「存在」の問題について大きな関心を寄せ、独自の存在論を展開した。外界も自身の肉体も感知できない状態で自我の存在を把握できる「空中人間」の例えを用いて、存在は経験ではなく直観によって把握できると説明した。この空中人間説は形而上学ではなく、自然科学によって説明がされている。
存在を「このもの」と指示できる第一実体、「このようなもの」としか言えない普遍的な第二実体に分けたアリストテレスと異なり、イブン・スィーナーは非抽象的な捉え方をした。彼は存在を「不可能なもの（mumtani）」「可能なもの（mumkin）」「必然的なもの（wajib）」に三分する独自の区別を打ち出し、この区分はスコラ学者やイスラーム哲学者の受け入れるところとなった。イブン・スィーナーはこの3つの区分、本質を構成する要素と存在の関連性を哲学の基礎としていた。また、存在を本質の偶有であると考え、1つの本質が個々の事物としての存在を獲得するために、他者に原因を求めた。イブン・スィーナーは最終的に全ての存在の原因を「第一原因」に帰着させ、神こそが「第一原因」であるとみなした。新プラトン主義の流出説を用いることで、神の超越性を確保し、さらに創造者である神と創造物を明確に区別する線を引き、汎神論と異なる立場をも確立した。
アリストテレスが認めていなかった流出論を主張するなど、彼の思想はアリストテレス主義から数歩踏み出していたものであったため、しばしばよりアリストテレスに近い思想のイブン・ルシュドと比較される。しかし、思想の根本ではアリストテレスの思想を継承していた。後進のトマス・アクィナスよりもアリストテレスの手法に忠実であり、そのためにアリストテレスの思想をイスラム文化に根付かせることができた。
イブン・スィーナーの存在の研究は弟子のバフマンヤール・イブン・アルマルズバーンらに引き継がれ、モッラー・サドラーら後期イスラーム思想家が発展させた。

### 医学
イブン・スィーナーは医学を自然学から派生した学問と見なし、医学を障害を取り除くことで本来の機能を回復させる技術と考えていた。彼は自著において健康と病の原因を究明し、結果に応じて健康の保持と回復の手段を決定する必要があると述べた。
イブン・スィーナーは医術の実践よりも理論面を得意とし、臨床医学に必要とされる知識を『医学典範』にまとめ上げた。イブン・スィーナーはギリシャの医学者ガレノスの理論を継承し、時には批判を加えながらも発展させたが、解剖学の分野など、時代的な制限からガレノスと同じ誤りを犯した部分も存在する。イブン・スィーナー独自の発見としては、新たな薬草、アルコールを使った腐敗の防止、脳腫瘍と胃潰瘍の発見などが挙げられる。
ガレノスだけでなく、イブン・スィーナーは哲学の師であるアリストテレスの説いた四大元素説を理論医学に応用するなど、彼の理論を『医学典範』において活用している。しかし、哲学と医学の領域、役割を明確に区別しており、他の医学者にも自らの領分を守るよう戒めた。また、ガレノスやアリストテレスら西方世界の医学論のほかに、イブン・スィーナーの医学論は古代インド医学の流れも汲むとする意見もある。
イブン・スィーナーは古代ギリシャ世界の影響を受けながら音楽理論を研究し、健康の保持には音楽が最も効果的であると考えるに至った。『アラー・ウッダウラのための学問の書』内の音楽論を述べた部分では、ペルシア語を使って初めて音楽の調子を表記した。イブン・スィーナーの音楽論の基礎は当時実際に演奏されていた音楽にあった。
イブン・スィーナーは医学論を人間の行動の研究にも適用したことから心理学の開拓者の一人にも数えられ、『医学典範』の中で精神療法を実施したことを述べている。彼は恋煩いを治療する名医としても知られ、当時の医学の手法に従って恋煩いにかかった患者の脈を計り、脈拍数に乱れがあることを確認した。しかし、精神に属する「理性」と脳のはたらきを関連付けようとはしなかった。

### 自然科学
イブン・スィーナーは自然科学の研究にあたって先人の研究を利用するとともに、独自の手法で理論を発展させた。観察と実験によって探究を試みる手法はヨーロッパ世界に大きな影響を与え、ロバート・グロステストやロジャー・ベーコンらが行った実験科学の発展に大きな役割を果たした。
ユークリッドの『原論』の最初の2つの公準について定式化を行い、アラビア世界におけるユークリッド解釈の道を開いた。また、ギリシャ世界では自然数のみにとどまっていた数の概念を、正の実数に相当するものにまで広げた。ユークリッド解釈はナスィールッディーン・トゥースィー、数の概念はウマル・ハイヤームに、後世のアラビア世界の科学者に継承される。
占星術に対しては批判的な見解をとっていたが、天体が全ての自然物に影響を与えている観念は認め、天体の影響は人知を超えていると考えていた。アストロラーベに代わる観測器具を考案したが、彼が考案した器具には16世紀に考案されたノニウスの原理が初めて用いられていると言われている。イスファハーン時代には天文台の設計に携わり、その時にプトレマイオスが発明した観測装置の問題点を多く指摘した。
『治癒の書』に収録されている「天体地体論」においては大地が球体であることを様々な方法で論証し、中世キリスト教世界の地球観に影響を与えた。同書に収録されている「気象学」は地理、気象、地質学について述べた章であり、造山運動の説明など、一部には近代の地質学との類似性が見られる。ホラズムでは隕石を溶かして成分を分析しようと試みたが、灰と緑色の煙が生じただけで、金属質が溶けたと思われる物体は残らなかったと記録を残している。
イブン・スィーナーは錬金術についても、否定的な立場をとっていた。全ての金属は起源を一にする錬金術者たちの考えは誤りであり、金属はそれぞれ独立した種であるため、その種類を変える方法は存在しないと主張した。この主張はロジャーベーコン、アルベルトゥス・マグヌスらヨーロッパの学者にも影響を及ぼし、彼らは錬金術における金属転換の考えに批判を行った。
一方でイブン・スィーナーは神秘主義的な思考も持ち合わせ、夢判断を肯定して本を著し、奇蹟や超自然現象にも関心を示していた。

## 著作

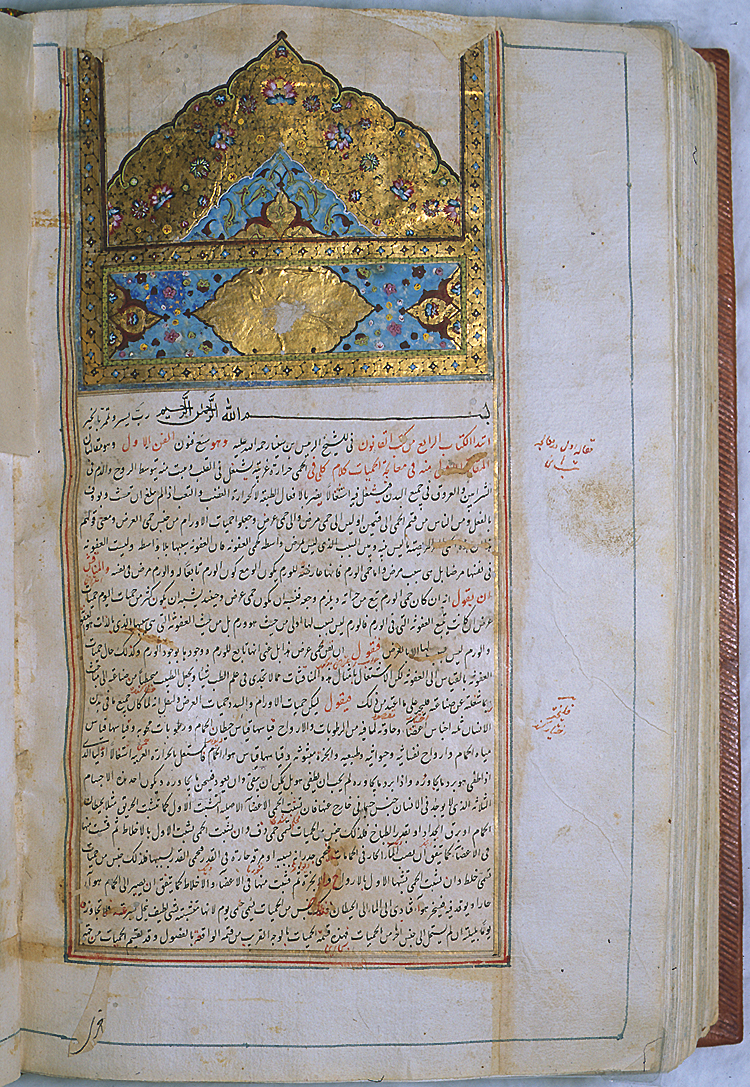
ティムール朝（15世紀初頭?）で書かれた『医学典範』（Kitāb al-Qānūn fī al-ṭibb）の写本

イブン・スィーナーの著作の数は100を超え、数学、物理学、化学、音楽、博物学、クルアーンの注釈、スーフィズム（神秘主義）など分野は多岐にわたり、その著作は包括的な性質を持っていた。医学における著作『医学典範』（al-Qānūn fī al-Ṭibb）、哲学における著作『治癒の書』（Kitab Al-Shifa’）が有名。
自らの思想を簡潔にまとめた晩年の著作『指示と警告』や、『救済の書』、『科学について』等の他膨大な著作があるが、現在までにその多くが散逸している。イブン・スィーナーの著作は時には嘲笑を受け、時には廃棄された。彼の死後、アッバース朝のカリフの命令によって著作の多くが焼却された。だが、12世紀半ばからヨーロッパでイブン・スィーナーの著作の翻訳が進められ、13世紀にクレモナのジェラルドによって訳された本はヨーロッパ世界に広まった。
学術書だけではなく、アラビア語とペルシア語を用いて文学作品と詩文、詩論を書き、後世の詩人に影響を与えた。代表的な詩として、『鳥の章』『ハイー・イブン・ヤクザーンの章』『サラーマンとアブサールの章』が挙げられる。
初期の著作に使われていたアラビア語の文体は難解なものであったが、イスファハーン時代に文学者たちから批判を受け、研究の末に洗練された文体を作り上げた。ある時宮廷で「あなたの哲学には見るべきものがあるが、話し方や言葉遣いには感心しない」と言われたことは衝撃であったようで、3年がかりの研究の末に言語に関する論文を完成させた。
多くの作品を著したイブン・スィーナー自身も熱心な読書家であり、一度読み始めた文献は全てを理解するまで離さなかったと、弟子のアル・ジュジャニーは書き残している。だが、彼は自分が書いた原稿の複写を取らず、整理もせずに放置しておいたため、ジュジャニーがいなければより多くの著作が散逸していたと言われている。また、ジュジャニーはイブン・スィーナーの未完の作品のいくつかを完成させている。

### 『医学典範』

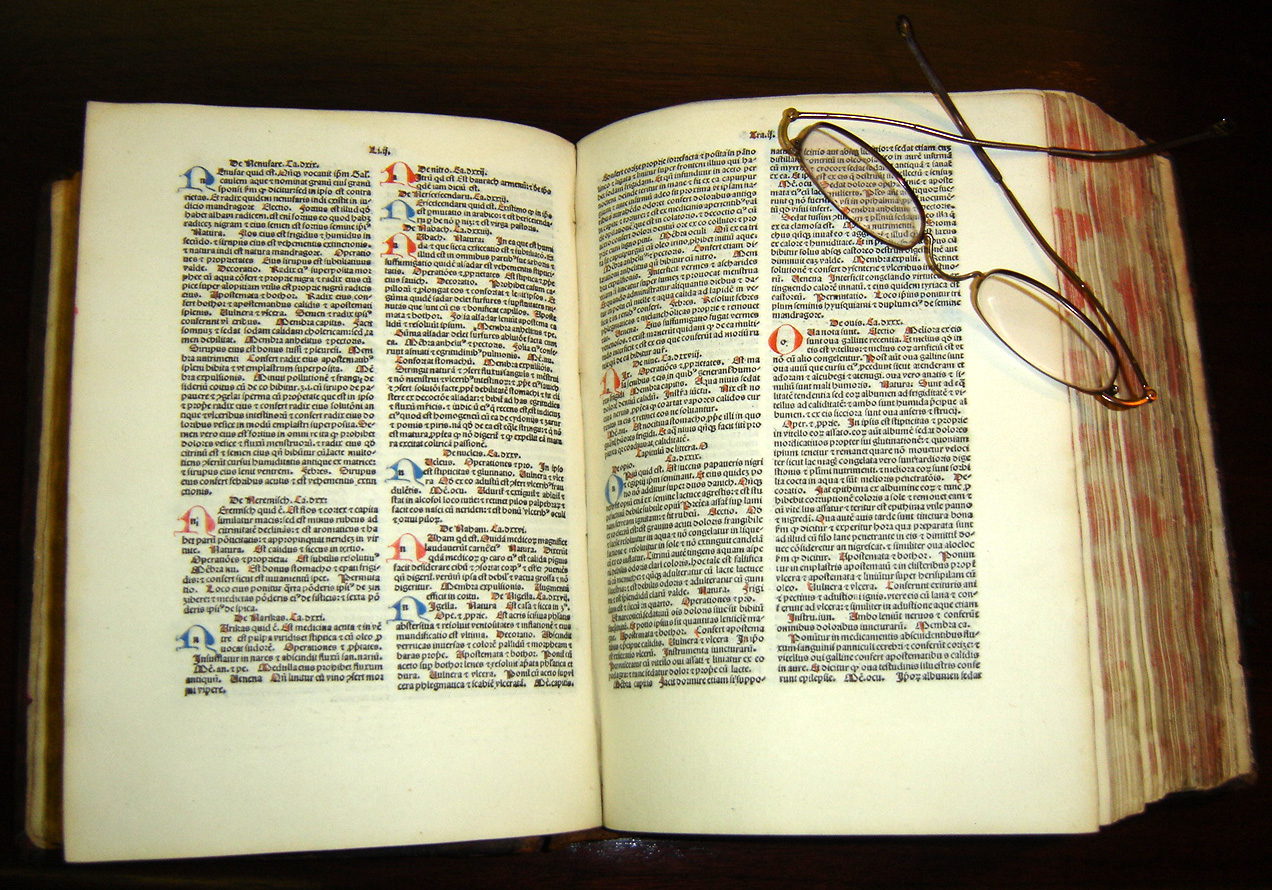
ラテン語に訳された『医学典範』

医学者として、イブン・スィーナーはヒポクラテスやガレノスを参考に理論的な医学の体系化を目指し『医学典範』を執筆した。『医学典範』の執筆においては、10世紀末のジュルジャーンのキリスト教徒の医学者サフル・アル・マスィーヒーの『医事百科の書』を見本にしたと言われている。『医学典範』は、以下のように構成される。
- 1巻『概論』
  - 1部 - 医学の概念
  - 2部 - 病気の原因と兆候
  - 3部 - 健康の保持法
  - 4部 - 病気の治療法
- 2巻『単純薬物』 - 植物・鉱物・動物から成る、811の「単純な」薬物の性質
- 3巻『頭より足に至る肢体に生じる病気』 - 個々の病とその治療法。身体の器官と部位によって分類されている。
- 4巻『肢体の一部に限定されない病気』 - 外科と熱病、整形
- 5巻『合成薬物』 - 様々な薬剤の調合法と用途

2巻、5巻の記述の大半はディオスコリデスの著作を典拠とし、残りの巻の理論はヒポクラテス、ガレノス、アリストテレスの著作に基づいている。また、イブン・スィーナーは『医学典範』の内容を1,326行の詩の形にしてまとめた『医学詩集』を著した。『医学詩集』もラテン語に訳され、中世ヨーロッパの医学生に愛読された。
『医学典範』は当時におけるギリシア・アラビア医学の集大成であり、ラテン語に翻訳され、ラテン世界では『カノン』（canōn）の名前で知られている。ヨーロッパにおいて最初に『医学典範』に興味を持ったのはロジャー・ベーコンら13世紀の哲学者であり、やがてフランスやイタリアの医学校で教科書として使用されるようになった。ヨーロッパの聖堂の多くにはイブン・スィーナーの肖像が飾られ、ダンテの『神曲』においては、イブン・スィーナーはヒポクラテスとガレノスの間に置かれた。
ルネサンス期に入ってヨーロッパにおける『医学典範』の権威に陰りが現れ、16世紀の医師パラケルススは、彼をヒポクラテス、ガレノスと共に旧弊医学の代表に挙げて批判した。1527年の聖ヨハネの日の夕方、パラケルススは「古い医学の弊害を浄化する」ために、バーゼルで『医学典範』をはじめとする古典医書を焼却した。また、近代解剖学の草分けであるアンドレアス・ヴェサリウスもイブン・スィーナーの研究を批判した。
しかし、ヨーロッパのいくつかの医学校では17世紀半ばまで『医学典範』が教科書として参照され続けた。インドでは20世紀初頭まで『医学典範』が医学教育の入門書として使用され、中東諸国の中には20世紀以降も参照している地域が存在する。

### 『治癒の書』
哲学者としての彼の主著『治癒の書』は、膨大な知識を集めた百科事典的なものである。『医学典範』の対になる書籍として紹介され、以下の4つの主要な部分に分けられる。
- 論理学
- 自然学（自然科学） - 自然学の基礎理論、地学、気象論、生物学、魂論（心理学）
- 数学 (数学的な諸学）-　幾何、天文学（アルマゲストの要約）、算術、音楽
- 形而上学

イブン・スィーナーは『治癒の書』の中で、人間の知識を理論的知識と実践的知識に二分した。前者には自然学、数学、形而上学、後者には倫理学、経済学、政治学を分類した。
この書は、ヨーロッパ世界にアリストテレスの思想を紹介したことにも大きな意義がある。だが、難解な内容と粗悪な翻訳のため、『治癒の書』がヨーロッパに与えた影響は少なかった。12世紀に出版された初訳本は物理学と論理学の一部しか訳されておらず、他人が書いたと思われる天文学についての記述が追記されていた。後の訳本にも原本に書かれていない記述が追加されており、ヨーロッパで『治癒の書』の全体像が知られるには多大な時間を要した。
晩年に著した『救いの書』は『治癒の書』を簡潔に再編したものであり、その内容はアリストテレスの思想により忠実なものになっている。

## 紙幣
タジキスタンで流通している20ソモニ紙幣には、イブン・スィーナーの肖像が使用されている。

## 読書案内
- サイード・パリッシュ・サーバッジュー編訳『ユーナニ医学入門 イブン・シーナーの『医学規範』への誘い』（ベースボール・マガジン社, 1997年12月）
- 「イブン・シーナー　救済の書」『中世思想原典集成11 イスラーム哲学』収録（上智大学中世思想研究所編訳、平凡社, 2000年12月）
- 『アヴィセンナ 「医学の歌」』（志田信男訳、草風館, 1998年10月）
- マンフレッド・ウルマン『イスラーム医学』（橋爪烈・中島愛里奈訳、青土社, 2022年2月）